# Volllaststunde
Volllaststunden sind ein Maß für den Nutzungsgrad einer technischen Anlage. Mit Volllaststunden wird die Zeit bezeichnet, für die eine Anlage bei Nennleistung betrieben werden müsste, um die gleiche Arbeit umzusetzen, wie die Anlage innerhalb eines festgelegten Zeitraums, in dem auch Betriebspausen oder Teillastbetrieb vorkommen können, tatsächlich umgesetzt hat.
Die Angabe bezieht sich meist auf einen Zeitraum von einem Kalenderjahr und wird vor allem auf Kraftwerke angewendet. Der aus der Zahl der Volllaststunden abgeleitete Jahresnutzungsgrad oder Kapazitätsfaktor (englisch capacity factor) ist die relative Volllast-Nutzung in einem Jahr, also die Volllaststunden geteilt durch 8760 Stunden, die Anzahl der Stunden in einem Jahr mit 365 Tagen.
Da sich der Kapazitätsfaktor auf die Nennleistung bezieht, kann er in einigen Fällen Werte größer als 100 % annehmen. Dies ist vor allem dann der Fall, wenn Effizienzgewinne durch bessere Dampferzeuger o. ä. nicht durch eine offizielle Änderung der Nennleistung berücksichtigt werden. Im Sommer 2021 war dies zufolge der Energy Information Administration bei 21 der damals 93 in Betrieb befindlichen Kernreaktoren in den USA der Fall.

## Bedeutung
Technische Anlagen werden in der Regel nicht ständig unter Volllast, sondern zu bestimmten Zeiten auch unter Teillast betrieben oder zur Wartung außer Betrieb genommen. Die insgesamt in einem Jahr von der Anlage umgesetzte Arbeit ist deshalb kleiner als die im gleichen Zeitraum maximal mögliche.
Der Nutzungsgrad einer technischen Anlage kann in Volllaststunden ausgedrückt werden. Dies entspricht der Anzahl Stunden, in denen das Kraftwerk die insgesamt erzeugte Arbeit erreicht hätte, wenn es immer auf Volllast gefahren wäre.
Die Zahl der Volllaststunden einer Anlage schwankt von Jahr zu Jahr wegen unterschiedlicher Revisionsdauern, marktpreisabhängiger Kraftwerkseinsatzfahrpläne und ungeplanter Störungen und Ausfälle. Sie wird dabei stark von wirtschaftlichen Faktoren wie den Grenzkosten des Kraftwerks und den aktuellen Stromhandelspreisen bestimmt. Die Einspeisung von erneuerbaren Energien verdrängt dabei konventionelle Erzeugung und lässt die Volllaststunden dieser Anlagen sinken (siehe Kraftwerkseinsatz in Deutschland und Merit-Order-Effekt). Dies führt zu steigenden Stromgestehungskosten konventioneller Kraftwerke, da feste Investitionen in weniger Volllaststunden amortisiert werden müssen und damit potenziell zu einer sinkenden Wirtschaftlichkeit dieser Kraftwerke.
Bei Windkraftanlagen und Photovoltaikanlagen hängen die Volllaststunden von wechselnden Wind- bzw. Einstrahlungsbedingungen ab und können sehr stark schwanken.
Volllaststunden dürfen nicht mit den Betriebsstunden verwechselt werden. Diese bezeichnen den gesamten Zeitraum, in dem die Anlage betrieben worden ist und können Zeiten von Teillastbetrieb einschließen.

## Berechnung
Für ein regelbares Kraftwerk berechnet sich die Anzahl der Volllaststunden als Quotient aus dem Regelarbeitsvermögen W (auch als Jahresenergieproduktion bezeichnet) und der Nennleistung P.
{\displaystyle {\text{Volllaststunden}}={\frac {W_{\text{elektrisch}}}{P_{\text{elektrisch}}}}}
mit
{\displaystyle W_{\text{elektrisch}}\ldots {\text{elektrische Arbeit in Wh oder kWh}}}
{\displaystyle P_{\text{elektrisch}}\ldots {\text{elektrische Nennleistung in W oder kW}}}
Sie gibt an, wie viele Stunden die Anlage gelaufen wäre, um die Jahresenergieproduktion zu erreichen, wenn sie
- nur unter Volllast gelaufen wäre und
- sonst stillgestanden hätte.

## Erreichte Volllaststunden nach Kraftwerken
Die Entwicklung der Volllaststunden hängt von der technologischen Weiterentwicklung der jeweiligen Kraftwerkstypen, regulatorischen Rahmenbedingungen wie der vorrangigen Einspeisung erneuerbarer Energien und der Position des jeweiligen Kraftwerkstyps in der Merit-Order und den geographischen und meteorologischen Gegebenheiten ab. Die folgende Tabelle zeigt Volllaststunden und Jahresnutzungsgrad für verschiedene Kraftwerkstypen und Standorte.
| Energieträger                                              | Volllaststunden | Jahresnutzungsgrad |
| ---------------------------------------------------------- | --------------- | ------------------ |
| Geothermie (2008)                                          | 8300            | 94,7 %             |
| Kernenergie (2008)                                         | 7700            | 87,9 %             |
| Braunkohle (2008)                                          | 6650            | 75,9 %             |
| Biomasse (2008)                                            | 6000            | 68,5 %             |
| Wasserkraft                                                | 4600            | 52,5 %             |
| Windkraft Offshore (2011)                                  | 2600–4500       | 29,7 %–51,4 %      |
| Windkraft onshore (US-Neuanlagen 2014)                     | 3600            | 41,2 %             |
| Steinkohle (2008)                                          | 3550            | 40,5 %             |
| Erdgas (2008)                                              | 3150            | 36,0 %             |
| Windkraft onshore (U.S. 2020)                              | 3150            | 36,0 %             |
| Wind offshore (deutscher Windpark insgesamt 2022)          | 3083            | 35,2 %             |
| Windkraft onshore (deutsche Neuanlagen seit 2013)          | 2150            | 24,5 %             |
| Windkraft onshore (deutscher Windpark insgesamt 2022)      | 1718            | 19,6 %             |
| Mineralöl (2008)                                           | 1650            | 18,8 %             |
| Windkraft onshore (10-Jahres-Mittel Deutschland 2016)      | 1633            | 18,6 %             |
| Pumpspeicher (2007)                                        | 970             | 11,1 %             |
| Photovoltaik (München 2008)                                | 1010            | 11,5 %             |
| Photovoltaik (Hamburg 2008)                                | 840             | 9,6 %              |
| Photovoltaik Aufdach (Deutschland 2021)                    | 922             | 10,3 %             |
| Photovoltaik Freiland (Deutschland 2021)                   | 987             | 11,1 %             |
| Photovoltaik Freiland (USA 2017)                           | 2164            | 24,7 %             |
| Photovoltaik Freiland (Vereinigte Arabische Emirate, 2023) | 2300            | 26,2 %             |

## Wovon hängen Volllaststunden ab?

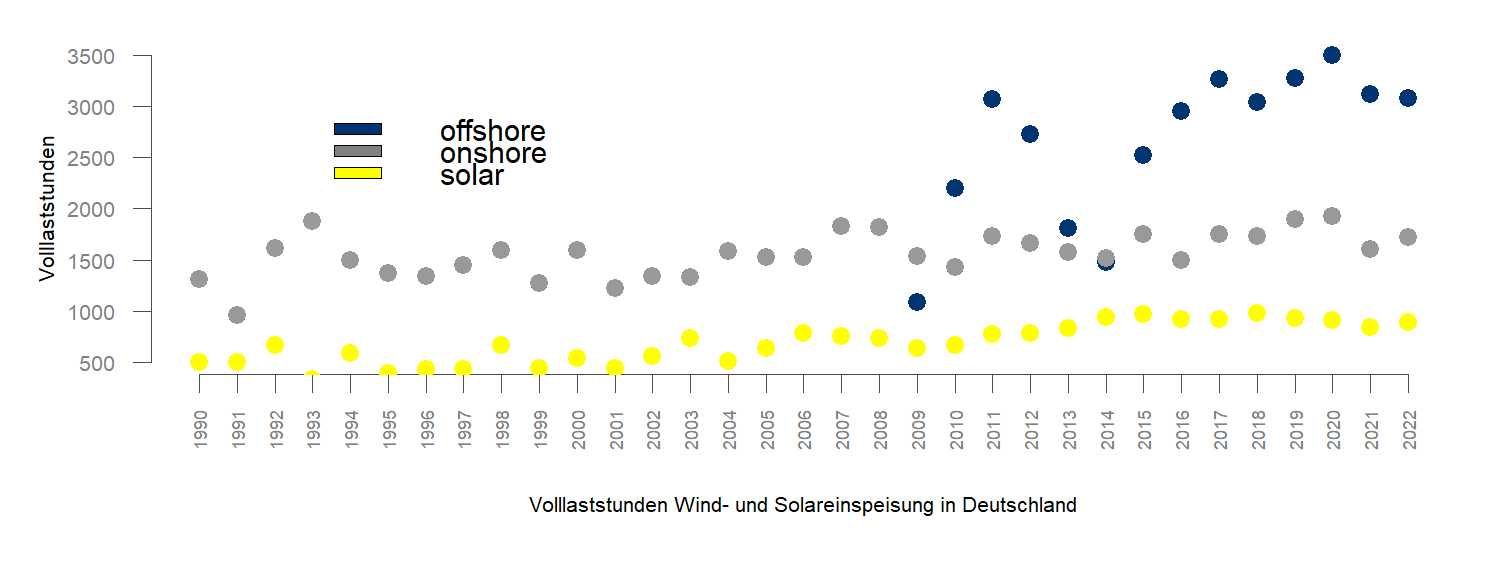
Volllaststunden der Wind- und Solareinspeisung in Deutschland von 1990 bis 2022, Daten Bundesumweltamt Zeitreihen zur Entwicklung der erneuerbaren Energien in Deutschland

Bei Windenergieanlagen ist die Anzahl der Vollbenutzungsstunden durch das Windaufkommen bestimmt. Für den deutschen Windpark an Land insgesamt wurden in den Jahren 1990–2022 durchschnittliche Vollbenutzungsstunden zwischen 1.931 und nur 962 Vollbenutzungsstunden erreicht. In aufeinanderfolgenden Jahren konnte die Erzeugung pro MW installierte Leistung dabei trotz unterjähriger Installation neuerer und besserer Anlagen wegen geringerem Windaufkommen bis zu 20 % sinken.
Eine Untersuchung der Deutsche Wind Guard kommt auf derselben Datengrundlage zu dem Ergebnis, dass bei Bereinigung auf ein durchschnittliches Windaufkommen neuere Anlagen an Land höhere Volllaststunden erreichen und somit der starken Streuung der Volllaststunden ein positiver Trend unterliegt.
Für konventionelle Kraftwerke hängen die erreichten Volllaststunden von Marktpreisen ab. Ein konventionelles Kraftwerk fährt immer dann, wenn es mit seinem Einsatz einen positiven Deckungsbeitrag erzielen kann. Dies ist der Fall, wenn die Erlöse aus dem Marktpreis die variablen Kosten zur Erzeugung des Stroms übersteigen. Die variablen Kosten werden dabei durch Brennstoffpreise und CO2-Kosten bestimmt. Die Messgröße für einen positiven Deckungsbeitrag ist somit der Clean-Spark-Spread bzw. für ein Kohlekraftwerk der Clean-Dark-Spread, die Differenz zwischen dem Marktpreis für den erzeugten Strom abzüglich der Brennstoff- und CO2-Kosten für die Erzeugung. Eine hohe Einspeisung erneuerbarer Energien senkt den Marktpreis und damit die Vollbenutzungsstunden konventioneller Kraftwerke (siehe Merit-Order-Modell).
Für Kernkraftwerke waren Volllaststunden durch die gesetzlich vorgegebenen Reststrommengen in engem Rahmen vorgegeben. Unabhängig vom konkreten spätesten Abschalttermin durfte jedes Atomkraftwerk gemäß Atomgesetz nur die ihm individuell zugeordnete Elektrizitätsmenge erzeugen. Diese Elektrizitätsmenge wurde alternativ oft als „Reststrommenge“ bezeichnet. Mit der Produktion der in der Spalte 2 der Anlage 3 zu § 7 Absatz 1a des Atomgesetzes jeweils festgelegten Elektrizitätsmenge, erlosch die Berechtigung zum Leistungsbetrieb. Gemäß Atomgesetz war es möglich, Elektrizitätsmengen von einem auf ein anderes AKW zu übertragen. Somit ergab sich für Atomkraftwerke das Optimierungsproblem, die Erzeugung der noch verfügbare Reststrommenge innerhalb der zur Verfügung stehenden Restlaufzeit auf die Zeitpunkte mit den bestmöglichen Deckungsbeiträgen zu legen.

## Prognosen
Eine im Jahr 2016 erstellte Prognose des Bundesministeriums für Wirtschaft und Klimaschutz für die künftige Entwicklung der Volllaststunden ging für das Jahr 2025 von folgenden Werten für Deutschland aus:
| Energieträger            | Volllaststunden | Jahresnutzungsgrad |
| ------------------------ | --------------- | ------------------ |
| Braunkohle               | 7503            | 85,7 %             |
| Biomasse                 | 6616            | 75,5 %             |
| Lauf- und Speicherwasser | 5031            | 57,4 %             |
| Steinkohle               | 4466            | 51,0 %             |
| Windkraft offshore       | 3466            | 39,6 %             |
| Windkraft onshore        | 2261            | 25,8 %             |
| Erdgas                   | 1972            | 22,5 %             |
| Photovoltaik             | 990             | 11,3 %             |
| Mineralöl                | 384             | 4,4 %              |
| Kernenergie              | 0               | 0 %                |

## Beispiele
- Das Kernkraftwerk Gundremmingen erreichte mit ca. 20.000 GWh jährlich erzeugter Strommenge und seinen 2 × 1,34 GW Leistung etwa 7400 Volllaststunden. Das entspricht einem Nutzungsgrad von 85 %. Die zeitliche Verfügbarkeit lag bei 92 %.
- Windenergieanlagen erreichen zwischen 7500 und 8000 Betriebsstunden im Jahr[16], an denen sie Strom ins Netz einspeisen. Abhängig von verschiedenen Faktoren wie z. B. Standortgüte und Anlagenauslegung erreichen Windkraftanlagen etwa zwischen 1400 und 5000 Volllaststunden.[17] Dies entspricht einem Nutzungsgrad von etwa 16 bis 57 %. Die technische Verfügbarkeit von Windenergieanlagen liegt bei Onshore-Anlagen über 95 %, manche Offshore-Windparks schneiden jedoch z. T. deutlich schlechter ab.[18] Während Onshore Werte von ca. 98 % erreicht werden, geht man Offshore davon aus, dass die Werte auch langfristig nicht deutlich über 90 % steigen werden.[19]
- Photovoltaikanlagen erreichen in Süddeutschland bis zu 1300 Volllaststunden pro Jahr, im deutschen Durchschnitt werden aber nur etwa 800 bis 900 h/a erreicht. Der Jahresnutzungsgrad liegt damit hier bei rund 10 %. In den USA erreichen große Solarparks hingegen Kapazitätsfaktoren von rund 20 %[20], entsprechend ca. 1750 Volllaststunden.